# Erythrina steyermarkii
Erythrina steyermarkii är en ärtväxtart som beskrevs av Krukoff och Rupert Charles Barneby. Erythrina steyermarkii ingår i släktet Erythrina och familjen ärtväxter. Inga underarter finns listade i Catalogue of Life.